# Campo Grande (Teresópolis)
Campo Grande é um bairro da cidade de Teresópolis no RJ. Localizado na Região Serrana do Rio.

## Enchentes e deslizamentos
Em 11 de janeiro de 2011, aconteceu um desastre climático que atingiu a região serrana do Rio de Janeiro. O bairro de Campo Grande foi o mais atingido da cidade nas Enchentes e deslizamentos de terra no Rio de Janeiro em 2011.